# Абрамов, Александр Петрович
Александр Петрович Абрамов (род. 1948) — советский и российский математик, д. ф.-м. н. (1996), известный специалист в области математического моделирования экономики, главный научный сотрудник, с осени 1995 г. более десяти лет — заведующий отделом проблем моделирования ВЦ РАН (после 1.06.2015 — ВЦ ФИЦ ИУ РАН), профессор, зав. кафедрой МАТИ им. К. Э. Циолковского (в 2015 г. воссоединён с МАИ).

## Биография
В 1967 году поступил на аэромеханический факультет (аэромех) МФТИ. В 1969 году этот факультет разделился на факультет управления и прикладной математики (ФУПМ) и факультет аэродинамики и летательной техники (ФАЛТ), поэтому в дипломе с отличием об окончании МФТИ (1973) у Александра Петровича уже указан ФУПМ.
С 1973 года трудился в Вычислительном центре АН СССР, начиная с должности младший научный сотрудник.
Ученик Юрия Павловича Иванилова и Никиты Николаевича Моисеева, специалист в области математического моделирования в экономике и исследования операций.
После смерти Ю. П. Иванилова осенью 1995 года, Абрамову возглавил в ВЦ РАН Отдел проблем моделирования, который занимался применением топологических методов в теории оптимизации и проблемами математической экономики. Отдел был создан в 1982 году Ю. П. Иваниловым при участии акад. Н. Н. Моисеева, который тем самым решил начать работы в ВЦ РАН по эконометрике.
Отдел включал два сектора: сектор экономического моделирования, зав. сектором А. П. Абрамов; сектор математического моделирования водных систем, зав. сектором кандидат физико-математических наук Борис Витальевич Архипов.
В отделе работали В. В. Дикусар и В. Н. Разжевайкин.
Основное внимание в своей научной деятельности Абрамов первоначально посвятил решению прикладных задач оптимального управления в интересах народного хозяйства страны. В последние годы больше стал заниматься исследованием математических моделей экономики, в том числе изучению циклической динамики в математических моделях экономических систем, вопросов сбалансированности и дефицита в экономике.
В 1996 году А. П. Абрамов защитил в ВЦ РАН диссертацию на звание доктора физико-математических наук по теме «Моделирование задач оптимального управления в математической экономике на основе топологических методов». В качестве ведущей организации по защите выступил МГУ, а среди официальных оппонентов был известный специалист в области исследования операций, проф., д.ф.м.н. В. И. Цурков.
В 2018 году Абрамов работал в должности главного научного сотрудника.

## Преподавание
Профессор Кафедры прикладной математики и информационных технологий Российского государственного технологического университета им. К. Э. Циолковского (МАТИ), ныне воссоединён с Московским авиационным институтом (национальным исследовательским университетом).

### Научные труды
Абрамов является автором более 160 научных трудов, а также нескольких научно-популярных брошюр (в серии «Знание»). Ответственный редактор ряда изданий, в том числе выпусков научного сборника по исследованию операций, подготовленных и изданных в ВЦ им. А. А. Дородницына РАН с 2000 по 2008 годы.
Среди его трудов:,:

### Книги
- Связность и необходимые условия экстремума / А. П. Абрамов; Российская акад. наук, Вычисл. центр. — Москва : ВЦ РАН, 1996. — 251, [1] с.; 20 см; ISBN 5-7518-0006-0
- Математические модели экономики дефицита / А. П. Абрамов ; Рос. акад. наук, Вычисл. центр им. А. А. Дородницына. — М. : Вычисл. центр им. А. А. Дородницына РАН (ВЦ РАН), 2004 (Ротапринт Вычислительного центра). — 142 с.; 20 см; ISBN 5-201-09806-1
- Сбалансированный рост в моделях децентрализованной экономики / А. П. Абрамов. — Москва : URSS, cop. 2011. — 128 с.; 22 см; ISBN 978-5-397-02001-5
- Циклическая динамика в математических моделях экономических систем / А. П. Абрамов. — Москва : URSS, 2018. — 113 с.; 22 см; ISBN 978-5-9710-4658-5

## Диссертации
- Абрамов, Александр Петрович. Моделирование задач оптимального управления в математической экономике на основе топологических методов : диссертация … доктора физико-математических наук : 05.13.18. — Москва, 1996. — 253 с.[6]

### Редакторская деятельность
- Исследование операций (модели, системы, решения) / Рос. акад. наук. Вычисл. центр; [Отв. ред. А. П. Абрамов].
  - М. : ВЦ РАН, 2000. — 65, [2] c. : ил.; 21 см; ISBN 5-201-09766-9
  - М. : ВЦ РАН, 2001. — 116, [1] с.; 20 см.
  - М. : ВЦ им. А. А. Дородницына РАН, 2002. — 113, [2] с.; 20 см.
  - М. : ВЦ РАН, 2008. — 150, [3] с. : ил., табл.; 21 см.
- Математическое моделирование распространения нефтяных разливов в морской среде / Б. В. Архипов, В. П. Пархоменко, В.В Солбаков, Д. А. Шапочкин; [Отв. ред. А. П. Абрамов]. — М. : ВЦ РАН, 2001. — 53, [1] с. : ил., табл.; 20 см. — (Сообщения по прикладной математике / Рос. акад. наук. Вычисл. центр).
- Компьютерные методы анализа математических моделей экологических систем : [монография] / В. Н. Глушков [и др.]; [отв. ред. А. П. Абрамов]. — Москва : Вычислительный центр им. А. А. Дородницына Российской акад. наук, 2006. — 73, [1] с. : ил.; 21 см. — (Сообщения по прикладной математике / Российская акад. наук, Вычислительный центр им. А. А. Дородницына).
- Применение математических методов для анализа и оценки экологически значимых событий при крупномасштабной аварии подводного газопровода / Б. В. Архипов [и др.]; [отв. ред. А. П. Абрамов]. — Москва : Вычислительный центр им. А. А. Дородницына Российской акад. наук, 2007. — 74 с. : ил.; 20 см. — (Сообщения по прикладной математике / Российская акад. наук, Вычислительный центр им. А. А. Дородницына).

### Избранные статьи
- Абрамов А. П., Иванилов Ю. П. Имитационная модель регионального производства // Автоматика и телемеханика, 1976, 8, 119—130
- Абрамов А. П., Иванилов Ю. П. Алгоритм решения задачи линейного программирования методом нагруженного функционала // ЖВМиМФ, 17:1 (1977), 259—263
- Абрамов А. П. Об одной группе симметрии в задаче оптимизации. // Доклады АН СССР, 278:1 (1984), 11-12
- Абрамов А. П., Дикусар В. В. Нерегулярные точки в двусекторной экономической модели внешнего долга. // Дифференциальные уравнения, 33:12 (1997), 1587—1591
- Абрамов А. П. Инвестиции и сбалансированный рост в модели децентрализованной экономики. // Проблемы управления, 2010, 4, 20-26.

## Научно-популярные издания
- Физика и математическая экономика: А. П. Абрамов, Ю. П. Иванилов. — Москва : Знание, 1991. — 31, [1] с. : ил.; 24 см. — (Новое в жизни, науке, технике. Математика, кибернетика; 8/1991).; ISBN 5-07-002071-4

## Награды и звания
- Награждён медалью «В память 850-летия Москвы» (1997).
- Член Российского общества исследования операций.